# ジョン・カフ (第3代デザート伯爵)
第3代デザート伯爵ジョン・オトウェイ・オコンナー・カフ（英語: John Otway O'Conner Cuffe, 3rd Earl of Desart、1818年10月12日 – 1865年4月1日）は、イギリスの貴族、政治家。庶民院議員（在任：1842年）、アイルランド貴族代表議員（1846年 – 1865年）、陸軍・植民地省政務次官（在任：1852年）を歴任した。1820年までカースルカフ子爵の儀礼称号を使用した。

## 生涯
第2代デザート伯爵ジョン・オトウェイ・カフと妻キャサリン（1799年ごろ – 1874年2月13日、モーリス・ニュージェント・オコンナーの娘）の息子として、1818年10月12日にキルケニー県デザート・ハウス（Desart House）で生まれた。1820年11月23日に父が死去すると、わずか2歳でデザート伯爵位を継承した。1830年ごろから1834年までイートン・カレッジで教育を受けた後、1836年10月20日にオックスフォード大学クライスト・チャーチに入学した。
1841年イギリス総選挙でイプスウィッチ選挙区の選挙無効が宣告された後、1842年6月3日の再選挙で保守党候補として680票を得て当選したが、この再選挙も同年8月に選挙無効が宣告された。その後、1846年12月11日にアイルランド貴族代表議員に選出され、1865年に死去するまで務めた。1852年2月から12月までの第1次ダービー伯爵内閣で陸軍・植民地省政務次官を務めた。
ジャガイモ飢饉（1845年 – 1849年）後のアイルランドについて、1859年に貴族院での弁論で「1849年のアイルランドの状態を目撃した人は、10年経った今再びアイルランドを訪れると、改善が著しくて見違えるように感じるだろう」（any man who had witnessed the condition of Ireland in 1849, and should revisit it after this lapse of ten years would scarcely recognize the country so much had its condition improved）と述べた。一方でカトリックを敵視して、領地のカトリック借地人を追い立てたという。
1865年4月1日、イートン・スクエアで死去した。体が麻痺している最中の転落死だった。長男ウィリアム・ユリック・オコンナーが爵位を継承した。

## 家族
1842年6月28日、エリザベス・ルーシー・キャンベル（Elizabeth Lucy Campbell、1822年1月16日 – 1898年4月26日、初代コーダー伯爵ジョン・フレデリック・キャンベルの娘）と結婚、3男1女をもうけた。
- アリス・メアリー（1893年11月19日没） - 1864年1月14日、第5代ヘニカー男爵ジョン・ヘニカー＝メージャー（英語版）（1902年6月27日没）と結婚、子供あり[6]
- ウィリアム・ユリック・オコンナー（英語版）（1845年7月10日 – 1898年9月15日） - 第4代デザート伯爵[1]
- ハミルトン・ジョン・アマーシャム（英語版）（1848年8月30日 – 1934年11月4日） - 第5代デザート伯爵[7]
- オトウェイ・フレデリック・シーモア（英語版）（1853年1月11日 – 1912年1月3日） - 1891年7月22日、エリザベス・ブランシュ・エマ・セントオービン（Elizabeth Blanche Emma St Aubyn、1937年以降没、初代セント・レヴァン男爵ジョン・セントオービン（英語版）の娘）と結婚、子供なし[7]